# Rahab
Rahab (en hébreu :  רָחָב, Râhâb, « large ») est une figure biblique du Livre de Josué. Prostituée à Jéricho, cette Cananéenne accueille les deux espions envoyés par Josué, les cache, et obtient en échange la vie sauve lors de l'attaque et de la destruction de la ville.
Elle est considérée comme un modèle de pleine conversion au judaïsme, justifiée par sa foi.

## Récit biblique
Le rôle de Rahab lors de la prise de Jéricho est évoqué dans le Livre de Josué.
Lorsque des soldats de la ville se rendent chez elle pour arrêter les deux espions envoyés par Josué, ceux-ci sont cachés sur sa terrasse. Elle confirme alors les avoir accueillis chez elle sans savoir qui ils étaient, mais ment en disant qu'ils ont quitté la ville. Des soldats se mettent alors à la recherche des deux fugitifs dans tous les recoins de la région. Pendant ce temps, Rahab conseille aux deux Israélites d'aller dans la montagne et de s'y cacher pendant trois jours. Après quoi ils ne risqueront plus rien. Les deux hommes quittent donc sa maison pour aller s'y cacher. Après l'arrêt des recherches ils retournent auprès de Josué sur l'autre rive du Jourdain.
Avant de quitter la maison de Rahab, les deux espions lui ont demandé d'attacher un cordon de fil écarlate à la fenêtre par laquelle elle les a fait descendre (Josué 2:17). De cette manière, pour avoir aidé le peuple juif, elle et toutes les personnes se trouvant dans sa maison seront épargnées lors de l'attaque de la ville. Rahab et sa famille seront ainsi les seuls habitants de Jéricho à ne pas être massacrés.

## Exégèse rabbinique
Dans la littérature rabbinique, Rahab est décrite comme une femme d'une beauté exceptionnelle. Prosélyte sincère, elle est considérée comme un modèle de conversion entière qui lui vaut son salut.
Le Midrash lui attribue, par son mariage avec Josué (et non le Salmôn du récit de l'Évangile selon Matthieu), une descendance de huit prêtres et prophètes dont Jérémie, Ézéchiel et Hulda.

## Nouveau Testament

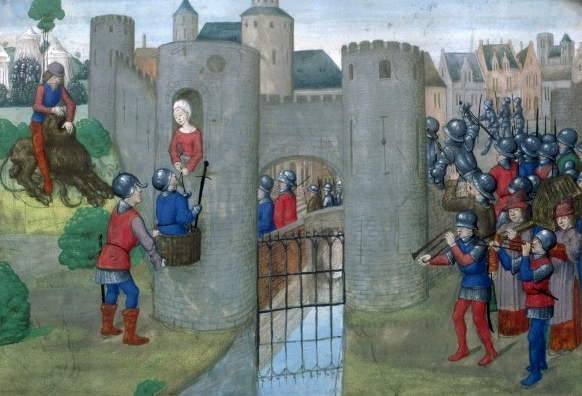
Rahab et les deux espions, XVe siècle.

Elle fait partie des cinq femmes dont le nom apparaît dans la généalogie de Jésus au début de l'Évangile selon Matthieu, avec Tamar, Ruth, Bethsabée et Marie qui, en réalité, est un nouveau commencement et relativise toute la généalogie,. Ce texte fait de Rahab la femme de Salmôn et la mère de Booz, figurant à ce titre parmi les ancêtres des rois davidiques, donc de Jésus. Toutefois, le Holman Illustrated Bible Dictionary signale que pour quelques exégètes, Rahab la Prostituée et Rahab mère de Booz ne sont pas la même femme.
Rahab est également louée pour sa foi dans l'épître aux Hébreux et pour ses œuvres dans l'épître de Jacques.

## Interprétation

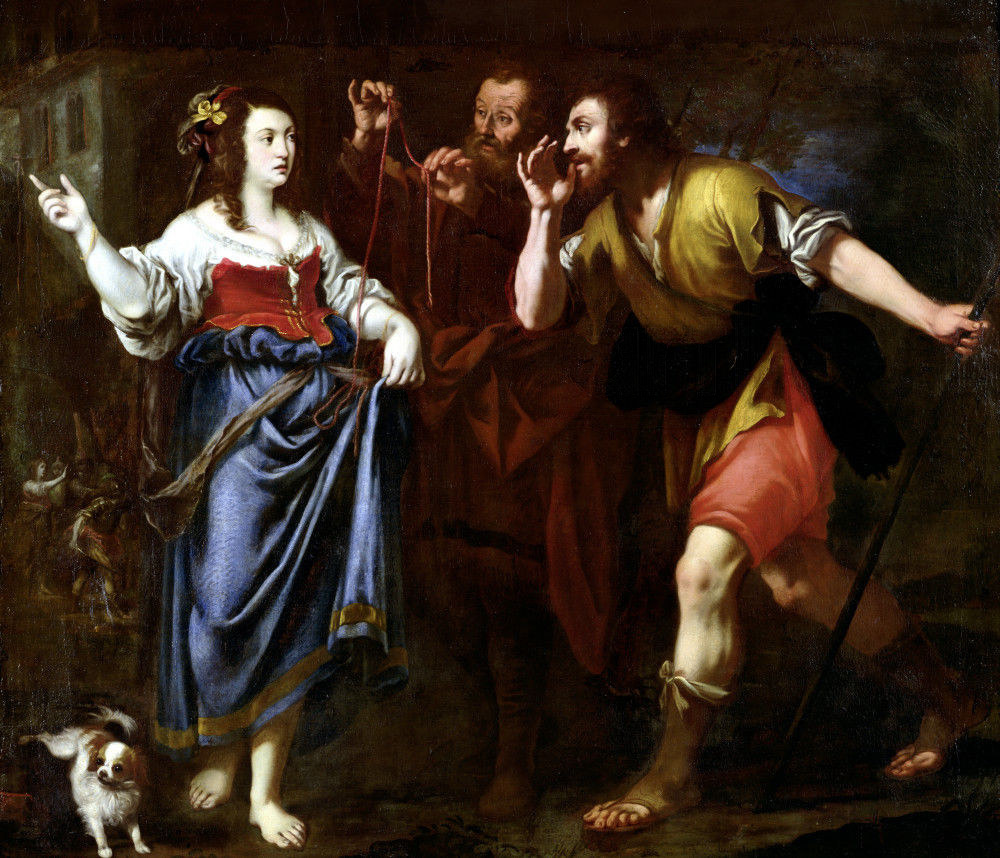
Rahab et les émissaires de Josué, XVIIe siècle.

La mention de ces cinq femmes dans la généalogie de Jésus selon Mathieu connaît deux types d'interprétation.
Plusieurs exégètes soulignent le fait que Ruth la Moabite et Bethsabée la Hittite comme Rahab la Cananéenne sont des étrangères converties au judaïsme.

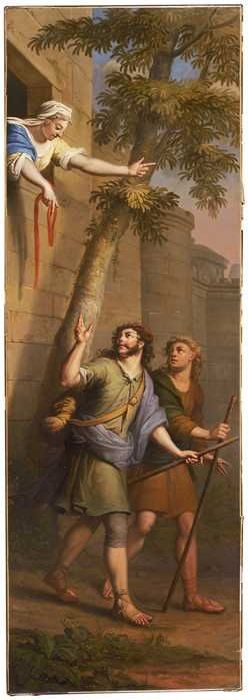
Rahab aidant les deux espions de Josué, par Elias van Nijmegen (1731), musée de Rotterdam.

Matthieu reprend dans cette généalogie les noms de certaines femmes mentionnées dans les généalogies du Premier Livre des Chroniques : il cite Thamar (Gn 38:1-30) qui s'est prostituée avec son beau-père Juda pour observer la loi du lévirat et concevoir ses enfants ; Ruth (Rt 1:5), la veuve moabite convertie qui fit de même pour épouser Booz ; et Bethsabée (2S 11-12), désignée par l'expression « celle d'Urie » le Hittite, qui s’est unie de manière illégitime à David et a enfanté un second fils Salomon. Toutefois, Rahab la prostituée n'y est pas mentionnée, seul Matthieu la place parmi les ancêtres de David.
D'autres exégètes soulignent que le point commun de ces quatre femmes est l'irrégularité de leur comportement sexuel, qui se trouve ainsi comme justifié pour compter parmi les ancêtres du Christ.
C'est en ce sens que Chester Brown adapte l'histoire de Rahab en bande dessinée dans son ouvrage Marie pleurait sur les pieds de Jésus.